# Eurytoma schaeferi
Eurytoma schaeferi is een vliesvleugelig insect uit de familie Eurytomidae. De wetenschappelijke naam is voor het eerst geldig gepubliceerd in 1979 door Yasumatsu & Kamijo.